# 菲利普·罗杰斯
菲利普·罗杰斯（英語：Philip Rogers，1908年2月14日—1961年6月19日），加拿大男子帆船运动员。他曾代表加拿大参加1932年夏季奥林匹克运动会帆船比赛，联同杰里·威尔逊、加德纳·博尔特比和肯·格拉斯获得一枚铜牌。